# ۲۵ جمادی‌الثانی
۲۵ جمادی‌الثانی، بیست و پنجمین روز از ماه جمادی‌الثانی در تقویم هجری قمری است.
در تقویم هجری قمری قراردادی این روز صد و هفتاد و سومین روز سال است.

## مناسبت‌ها
تولد تری دات،دانشمند و منجم و ریاضی دان
تصرف بغداد توسط شاه اسماعیل صفوی

## زادگان
تولد پروفسر مهدی باقری